# Jean-Raymond Cavailhes
Jean-Raymond Cavailhes es un político francés nacido el 26 de julio de 1742 en Saint-Pierre-de-Trivisy (Tarn) y murió en fecha desconocida.

## Biografía
Abogado, fue elegido sustituto de la senescalsia de Castres en los Estados Generales de 1789 y fue admitido el 3 de abril de 1790. Se sienta con la mayoría.